# 南海观音寺
南海观音寺坐落在中国广东省佛山市南海区牛牯崗，是一座汉传佛教禅宗寺院。

## 沿革
南海观音寺最初建于990年，北宋宋太宗时期，当初名叫“南海观音庙”。现在的寺院重建于1996年。1996年2月12日，南海观音寺正式对外开放。1996年12月29日，住持释新成主持开光典礼。1998年9月15日，广东省宗教局、南海市宗教事务所正式批准成立南海观音寺管理委员会。

## 建筑
南海观音寺的主体建筑包括牌坊、天王殿、大雄宝殿和观音殿、钟楼、鼓楼、六祖殿、方丈等。

## 图像
- 大雄宝殿。
- 观音殿。
- 山门。
- 放生池。
- 大雄宝殿的如来佛祖。
- 六祖殿的慧能。
- 天王殿的持国天王。
- 天王殿的多闻天王。
- 天王殿的增长天王。
- 天王殿的广目天王。